# M1905 (baioneta)
A baioneta Model of 1905 foi feita para o fuzil americano M1903 Springfield. Esta designação foi alterada para Model 1905 em 1917, e depois para M1905 em 1925, quando o exército adotou a nomenclatura de designação M. A baioneta M1905 possui lâmina de aço de 41 cm e cabo de 10 cm com punho de madeira ou plástico. A baioneta também cabe no fuzil americano M1 Garand. De 1943 a 1945, uma versão mais curta, com lâmina de 25 cm, foi produzida com punho de plástico moldado em preto ou vermelho escuro e designada baioneta M1. Várias baionetas M1905 foram retiradas de serviço, suas lâminas cortadas e refornecidas como baionetas M1. Mas a versão reduzida não foi usada no Vietnã.

## Baioneta M1905

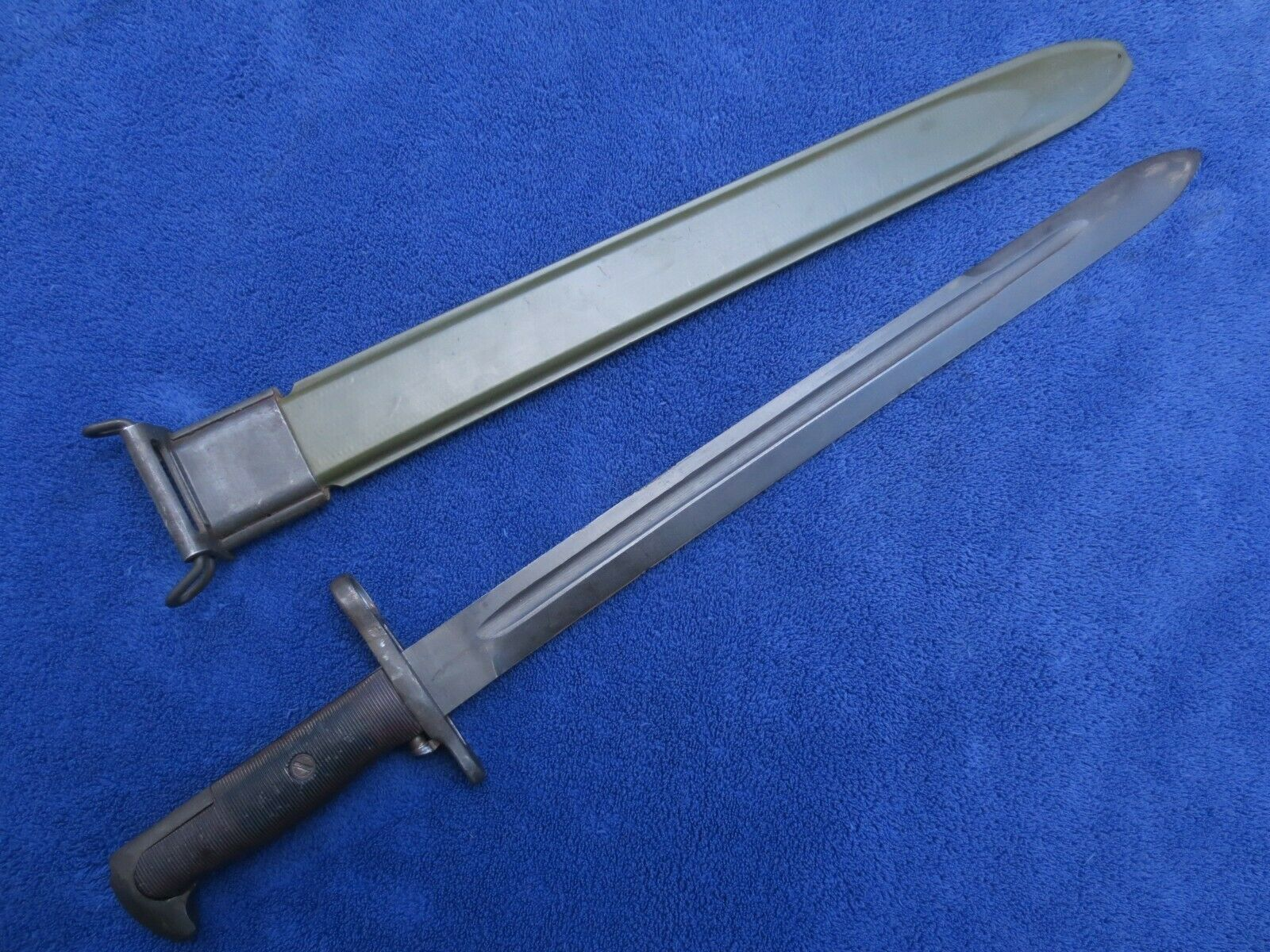
Baioneta M1905-42 e bainha da Wilde Drop Forge & Tool Co.

A baioneta M1905 foi produzida de 1906 a 1922 pela Springfield Armory e Rock Island Arsenal. A lâmina e a estrutura do cabo foram forjadas como uma única peça com uma goteira larga e quadrada, e a guarda cruzada foi fixada a este conjunto através de dois orifícios com pinos de aço em forma de cone. Os punhos com nervuras eram feitos de madeira de nogueira e fixados ao cabo com um parafuso. O parafuso também segurava o mecanismo de travamento, manipulado por um botão sob a guarda cruzada, que servia para fixar a baioneta no retém de baioneta do fuzil. Também cabe no primeiro fuzil Johnson pré-M1941, modelo R. Em meados de 1941, foi decidido reiniciar a produção da baioneta M1905. Para simplificar a produção, essas baionetas posteriores tinham cabos com punhos com nervuras pretas ou vermelhas escuras, feitas de resina fenol-formaldeído, o tipo mais antigo de plástico sintético. A produção estava programada para começar em janeiro de 1942, mas as primeiras baionetas só foram entregues em abril, e as entregas em quantidade só começaram no verão de 1942. Apesar dos contratempos iniciais, a baioneta M1905 foi fabricada em número suficiente para acompanhar a introdução generalizada de o novo fuzil M1 Garand em 1942. No final de 1942, todos os seis fabricantes mudaram o formato de suas goteiras para um formato mais estreito e de fundo redondo. A versão posterior da baioneta M1905 com punhos de plástico é às vezes chamada de "M1942" por colecionadores e historiadores, mas esta designação nunca foi usada pelo Exército.

## Baioneta M1

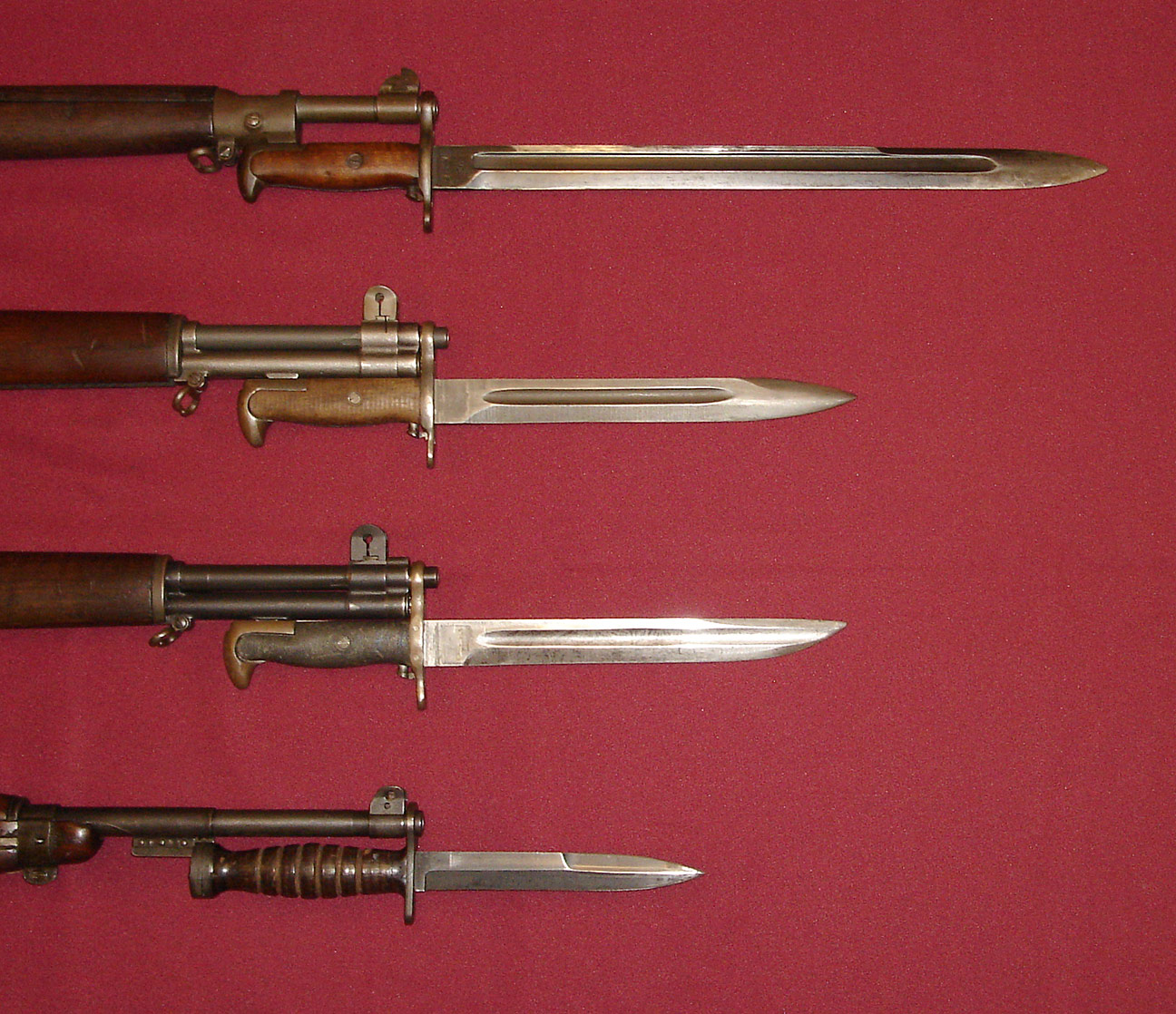
Baionetas militares dos EUA na Segunda Guerra Mundial. São mostradas (de cima para baixo :) a baioneta M1905 (versão azulada), a baioneta M1, a baioneta M1 "Bowie point" (versão reduzida da M1905) e a baioneta M4 com cabo de couro para a carabina M1

Após testes no início de 1943, o Exército dos EUA decidiu encurtar a lâmina da baioneta M1905 para 25 cm. A produção desta nova baioneta, designada M1, começou nos cinco fabricantes restantes em abril de 1943. Devido a problemas de controle de qualidade e problemas para atender às expectativas de entrega, Wilde Drop Forge and Tool foi retirado do programa de produção de baionetas após terminar sua série de baionetas M1905. O maior número possível de baionetas M1905 já em serviço foram recolhidas, suas lâminas foram cortadas e foram refornecidas; cerca de 1 milhão de baionetas passaram por esse processo. As primeiras baionetas encurtadas foram entregues em setembro de 1943, e as entregas continuaram a uma taxa de 40.000-50.000 por mês até agosto de 1945.
As pontas foram encurtadas para uma ponta de "lança" (spear) ou "bico" (beak), sendo esta última usada com mais frequência nas primeiras baionetas M1905 com uma goteira quadrado para dar força extra à ponta da lâmina. Oneida foi totalmente retirado do programa de baionetas em novembro de 1943, depois de solicitar a liberação do Departamento de Guerra, já que não conseguia manter seus trabalhadores empregados de forma constante devido à natureza errática do recall de baionetas para encurtamento. Utica e Pal Blade and Tool foram liberados do encurtamento em 1944. American Fork and Hoe e Union Fork and Hoe assumiram então a tarefa de encurtar as baionetas M1905. Essas baionetas encurtadas foram redesignadas como M1; todas as baionetas com lâmina de dez polegadas, sejam elas novas M1 de produção ou M1905 reduzidas, eram oficialmente chamadas de baionetas M1, e o Exército não fazia distinção entre as duas ao emiti-las.
Essas baionetas encurtadas funcionaram bem no Teatro Europeu, onde nas raras ações de baioneta da época foram comparadas com a lâmina de 24,8 cm de comprimento da baioneta alemã S84/98 III instalada no fuzil Karabiner 98k. No entanto, no Teatro do Pacífico, os japoneses usaram a baioneta tipo espada Type 30, muito mais longa, com lâmina de 40,0 cm, no já muito longo fuzil Arisaka, o que fez com que muitas tropas americanas mantivessem a baioneta M1905 mais longa e não modificada.

## Produção
| Produção aproximada da M1905 (1906–22) por fabricante | Número    |
| Springfield Armory and Rock Island Arsenal            | 1.200.000 |

| Produção aproximada da M1905 (1942–43) por fabricante | Número  |
| Union Fork and Hoe Co.                                | 385.000 |
| American Fork and Hoe Co.                             | 350.000 |
| Pal Blade and Tool Co.                                | 250.000 |
| Oneida, Ltd.                                          | 235.000 |
| Utica Cutlery Co.                                     | 225.000 |
| Wilde Drop Forge and Tool Co.                         | 60.000  |

| Produção aproximada da M1 (1943–1945) por fabricante | Número    |
| Union Fork and Hoe Co.                               | 1.100.000 |
| Utica Cutlery Co.                                    | 750.000   |
| Pal Blade and Tool Co.                               | 450.000   |
| American Fork and Hoe Co.                            | 350.000   |
| Oneida, Ltd.                                         | 75.000    |

## Bainhas

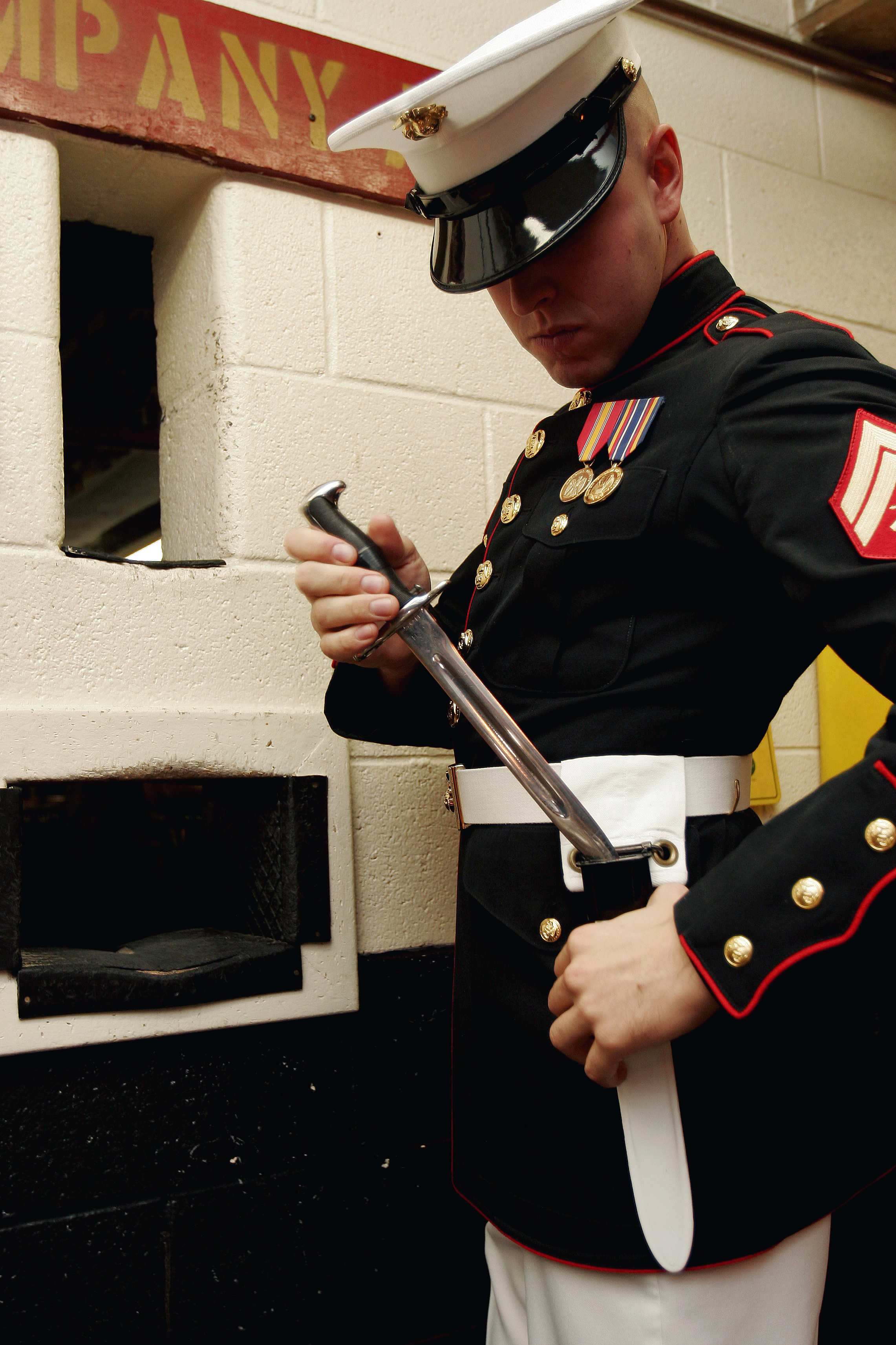
Fuzileiro naval dos EUA embainha uma baioneta M1

A bainha M1905 original tinha corpo de madeira com capa de couro cru e empregava um cabide de arame que passava por cima e ao redor do cinto. A bainha M1910 era revestida de lona com ponta de couro para evitar que a ponta da lâmina rasgasse o material. Um gancho de arame que prendia os ilhós da cartucheira substituiu o cabide do cinto. A bainha M1910 foi a principal bainha usada durante a Primeira Guerra Mundial. As bainhas M1905 anteriores foram modificadas com a substituição do cabide de cinto por um gancho de cinto. Uma bainha M1917 com corpo de couro verde (projetada para a baioneta M1917) foi aprovada como substituta da bainha de baioneta M1905.
Uma nova bainha, a M3, foi desenvolvida no início da Segunda Guerra Mundial para substituir as bainhas anteriores. A bainha M3 tinha corpo em lona de algodão impregnada de resina com boca de metal e era equipada com gancho de arame. A baioneta M1905 tinha tendência a chacoalhar dentro da bainha e, portanto, costelas foram moldadas na ponta da bainha para segurar a lâmina. Quando a produção da baioneta M1 começou em 1943, uma nova bainha, a M7 (de outra forma idêntica em construção à M3) foi desenvolvida, que usava placas de aço com mola na boca da bainha para segurar a lâmina em vez das costelas moldadas. Como parte do programa de encurtamento de baionetas, as bainhas M3 também foram retiradas para modificação. As abas que prendiam o corpo à boca foram dobradas para fora, o corpo foi removido e encurtado e depois reinserido na boca e as abas dobradas para trás. Como as abas tinham tendência a quebrar ao serem dobradas durante o processo de encurtamento, as bainhas encurtadas posteriormente tiveram as abas removidas, cortes curtos em forma de V foram feitos nas laterais da boca e foram cravados no corpo encurtado usando uma ferramenta especial.